# Dorothea Augusta von Braunschweig-Wolfenbüttel

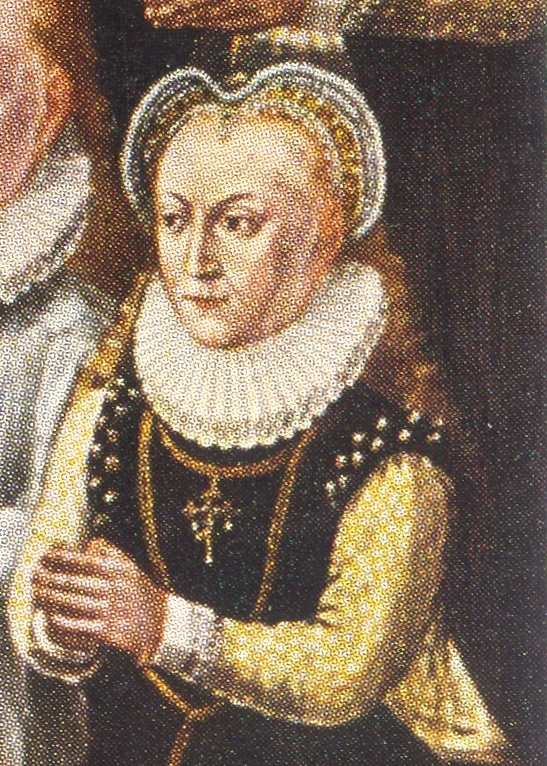
Dorothea Auguste von Braunschweig-Wolfenbüttel, Äbtissin von Gandersheim

Dorothea Augusta von Braunschweig-Wolfenbüttel (* 12. Februar 1577 in Wolfenbüttel; † 19. Dezember 1625 in Wolfenbüttel) war eine Prinzessin von Braunschweig-Wolfenbüttel und Äbtissin des freien weltlichen Reichsstifts Gandersheim.

## Leben
Dorothea Augusta war eine Tochter des Herzogs Julius von Braunschweig-Wolfenbüttel (1528–1589) aus dessen Ehe mit Hedwig (1540–1602), Tochter des Kurfürsten Joachim II. von Brandenburg.
Dorothea Augusta war 1602 zur Koadjutorin des Stifts Gandersheim gewählt worden, dessen Äbtissin sie 1611 wurde. Im Bestand des Welfenschatzes befindet sich auch eine gravierte Weckuhr der Äbtissin, ein Geschenk ihres Bruders Heinrich Julius.
Dorothea Augusta floh 1625 im Dreißigjährigen Krieg vor den heranrückenden Truppen des General Tilly nach Wolfenbüttel, wo sie kurz darauf starb. Erst im März 1626 wurde sie in der  Hauptkirche Beatae Mariae Virginis in Wolfenbüttel bestattet.
Der Wahlspruch der Äbtissin lautete: Gott wirds wohl schaffen.